# 勝谷誠彦のこれがニュースだ!
勝谷誠彦のこれがニュースだ!（かつやまさひこ - ）は、ニッポン放送にて2011年4月4日から9月26日まで放送されていたニュース・バラエティ番組。

## 概要
ニッポン放送の2011年上半期の番組編成にて、4月4日からナイターシーズン中の月曜日の夕方に「隙間番組」の扱いでスタート。
当該番組では放送第3回からUstreamにて、スタジオ内のライブ映像と番組音声を同時配信していた。但し、楽曲権利関係処理を行っていなかったので、楽曲と著作権上のCMと交通情報はカットしていた。
また、番組中にはリスナーからのメール及びTwitterのツイートを募っており、ハッシュタグは「#katsu1242」にて募っていた。
同年9月12日放送にて、2011年9月限りでの番組終了が明らかにし、9月26日放送分で番組終了した。但し、Ustreamのみ配信を10分延長した。
因みに、勝谷は番組終了後の2011年10月、12月の聴取率調査週間時に『上柳昌彦 ごごばん!』の放送枠を使用したパイロット番組『ザ・ニュースショー〜そこまで言うか!』を経て、2012年1月からは『ザ・ボイス そこまで言うか!』の月曜のレギュラーコメンテーターを務める事となった。

## 出演者

### パーソナリティ
- 勝谷誠彦（コラムニスト）

### アシスタント
- 小口絵理子（フリーアナウンサー、元ニッポン放送アナウンサー）

### ゲスト
- 一色正春（元海上保安官） - 2011年6月13日
- 宮嶋茂樹（カメラマン） - 2011年8月22日

## 放送時間
※JST表記
放送日によって、10分ないしは110分延長する場合がある
- 月曜：18:00 - 18:50 - 2011年4月4日 - 2011年9月26日

### 放送時間変更等
- 5月23日：『ショウアップナイター』の中継カードが組まれていたため、放送休止
- 6月6日：『ショウアップナイター』の中継カードが組まれてたため、放送休止
- 6月27日：勝谷が別仕事の都合で、NRN系列ネット局のKBS京都のスタジオにて、勝谷の灘高等学校時代の同級生をゲストに迎えて、放送時間を20:00迄拡大して放送した
- 8月22日：放送時間を20:00迄拡大して放送した
- 9月19日：『ショウアップナイター』の中継カードが組まれてたため、放送休止

## コーナー
- 18:00 オープニング
- 18:05 ニュース10分 1本勝負はこれ一本!
  - 勝谷が最近気になったニュースを取り上げる。
- 18:15 FAX・メールのコーナー
- 18:30 ニッポン放送ニュース
  - ニュースは小口が読む。勝谷は酒のつまみになる話のコーナーまで喋らない。
- 18:34 天気予報
- 18:36 交通情報
- 18:38 酒のつまみになる話
  - 勝谷が居酒屋の店主、小口が客に扮し、おいしいつまみについて飲食しながら（実際に酒を飲んでいるかは不明）雑談する。
- 18:46 エンディング

## 関連リンク
- カツヤマサヒコSHOW（サンテレビ）※2013年10月から2017年3月の間に勝谷の冠番組として放送していたトーク番組。東京ロケでは、小口との打上げ場所として使っていたニッポン放送近所の居酒屋でもロケしている
- ザ・ボイス そこまで言うか!※勝谷が当該番組終了後の2012年1月から2016年3月迄、コメンテーターを務めていた報道番組